# Boudoir

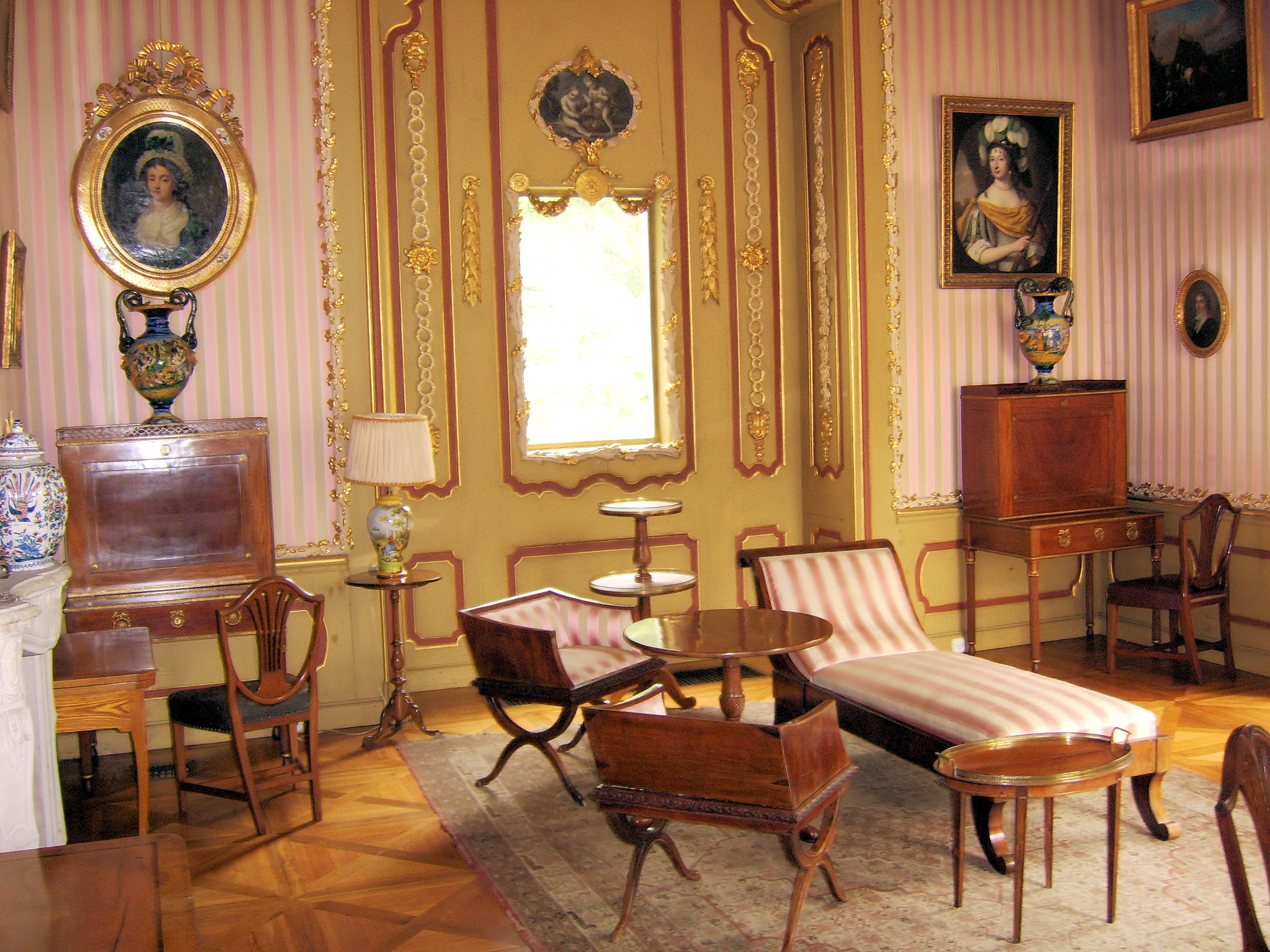
Un boudoir.

Un boudoir es una pequeña habitación en una vivienda situada entre el comedor y el dormitorio. El marqués de Sade (1740-1814), autor literario, contribuyó a desarrollar la fama de esta pequeña habitación dedicada a las conversaciones femeninas íntimas. Desde el éxito de su obra La Philosophie dans le boudoir, este pequeño salón tiene una mala reputación, combinada con las de todos los intercambios y debates.
El término boudoir procede de bouder que significa guardarse.

## Evolución de la arquitectura y las costumbres

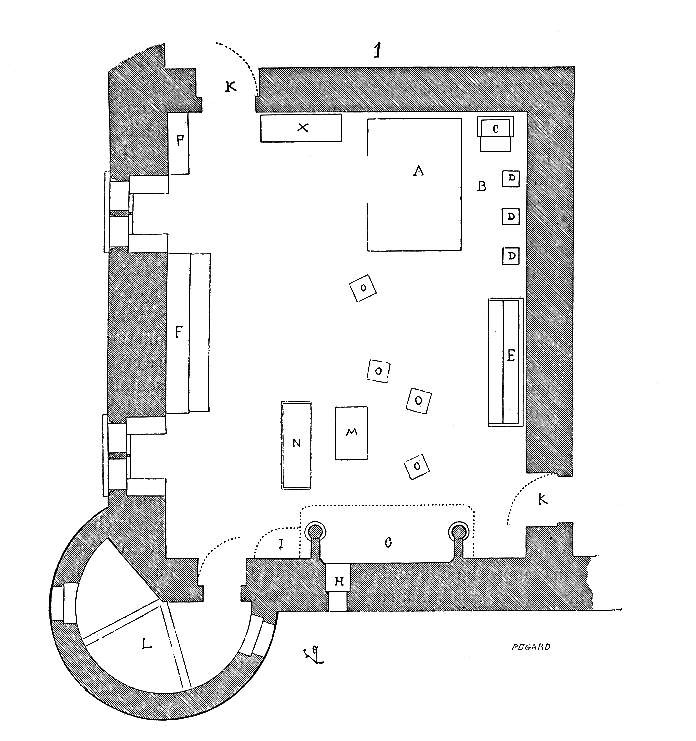
Plano de una cámara medieval.

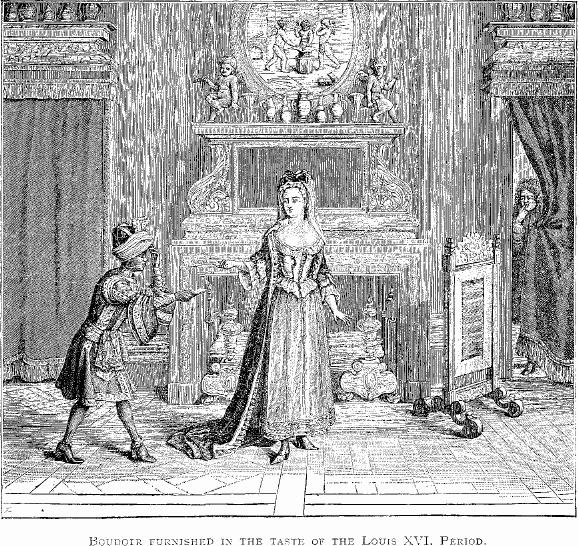
Ilustración de un boudoir de la época de Luis XVI.

La aparición del boudoir corresponde a una evolución de las costumbres sobre las relaciones entre hombres y mujeres y la incidencia de esto sobre la arquitectura de interior. Mientras que para los hombres de la burguesía la expresión pública era una manera de afirmarse, las mujeres se encontraban en salones más íntimos. En efecto, el salón de recepción estaba reservado a la expresión masculina. La "imaginación erótica masculina" era provocada entonces por el retiro y el secreto del pequeño espacio reservado a las conversaciones entre mujeres, con los invitados de su elección.
El plano a la izquierda es el de una cámara privada, que, en los castillos de los siglos XIII, XIV y XV, se intentaba, en la medida de posible, situar en la esquina de los edificios y poner, de esta manera, en comunicación con una torreta que servía de boudoir o de gabinete de retiro.
El artista suizo Sigmund Freudenberger (1745-1801) creó un grabado sobre el tema que daba una idea de la manera en la que se percibía el boudoir en esta época. En él, una mujer joven duerme con un libro que todavía sostiene con la mano. Dos jóvenes la observan a través de una ventana cercana, sugerencia discreta de placeres solitarios observados.

## Expresiones populares
Debido a esta posición de intimidad y las conversaciones ligeras que se podían tener allí, el boudoir inspiró expresiones un tanto despectivas construidas con el nombre de una actividad que requiera reflexión, como la filosofía, o el ser académico, por ejemplo. La idea que sugería era que la persona, generalmente un hombre, habría llegado a hacerse reconocer gracias a sus encuentros femeninos y sus influencias:
- académico de boudoir[3]
- filósofo de boudoir

## Boudoirsdestacables
- El boudoir del Petit Trianon, realizado por Mercklein y Courbin.
- Los boudoirs amueblados para María Antonieta en el Castillo de Fontainebleau: el boudoir de plata y el boudoir turco.
- El pequeño boudoir del Castillo de Cheverny.[4]

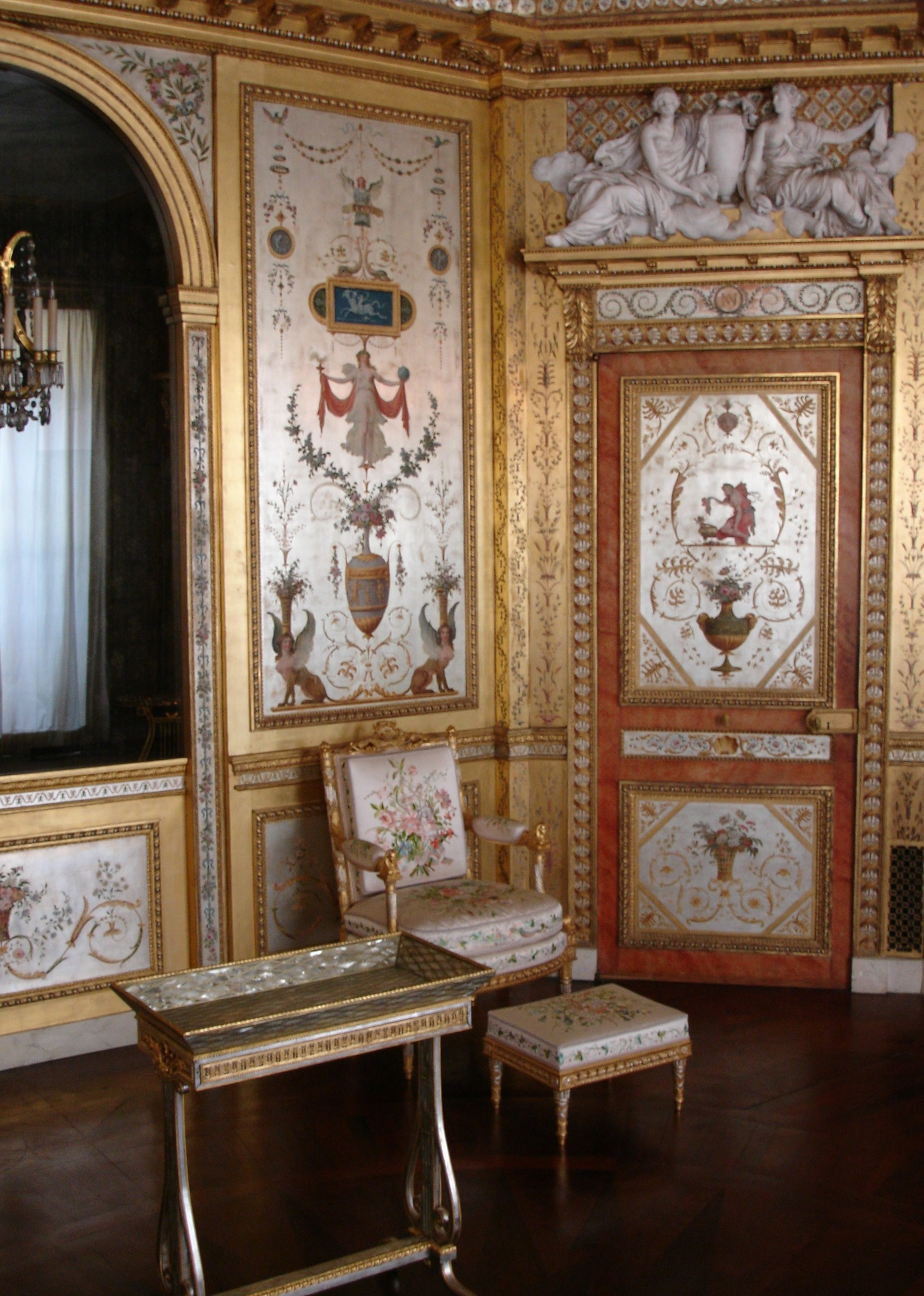
El boudoir de la reina (1786) en Fontainebleau, diseñado por Pierre Rousseau para la reina María Antonieta.
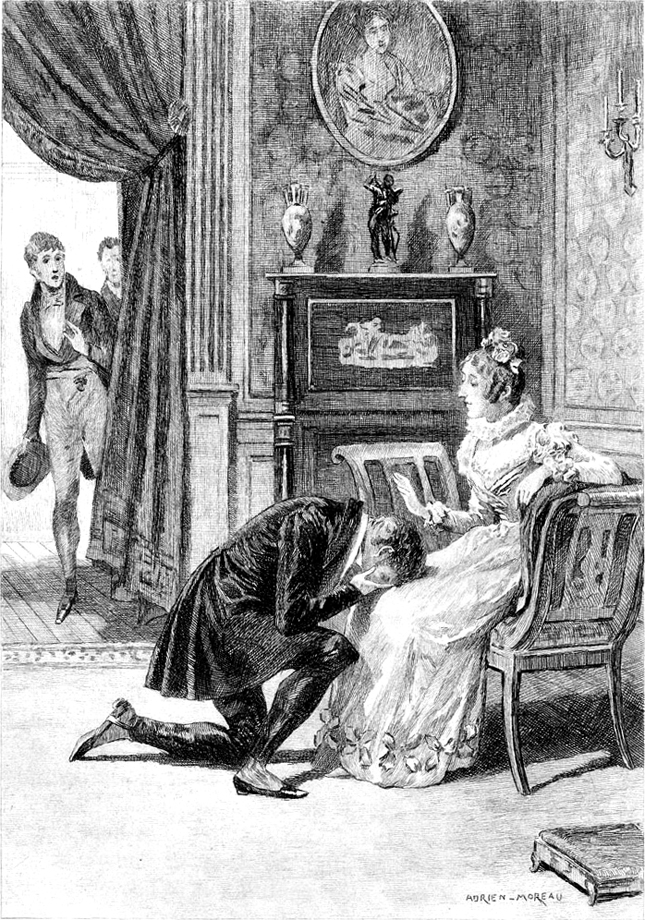
Ilustración de la obra Illusions perdues de Honoré de Balzac.
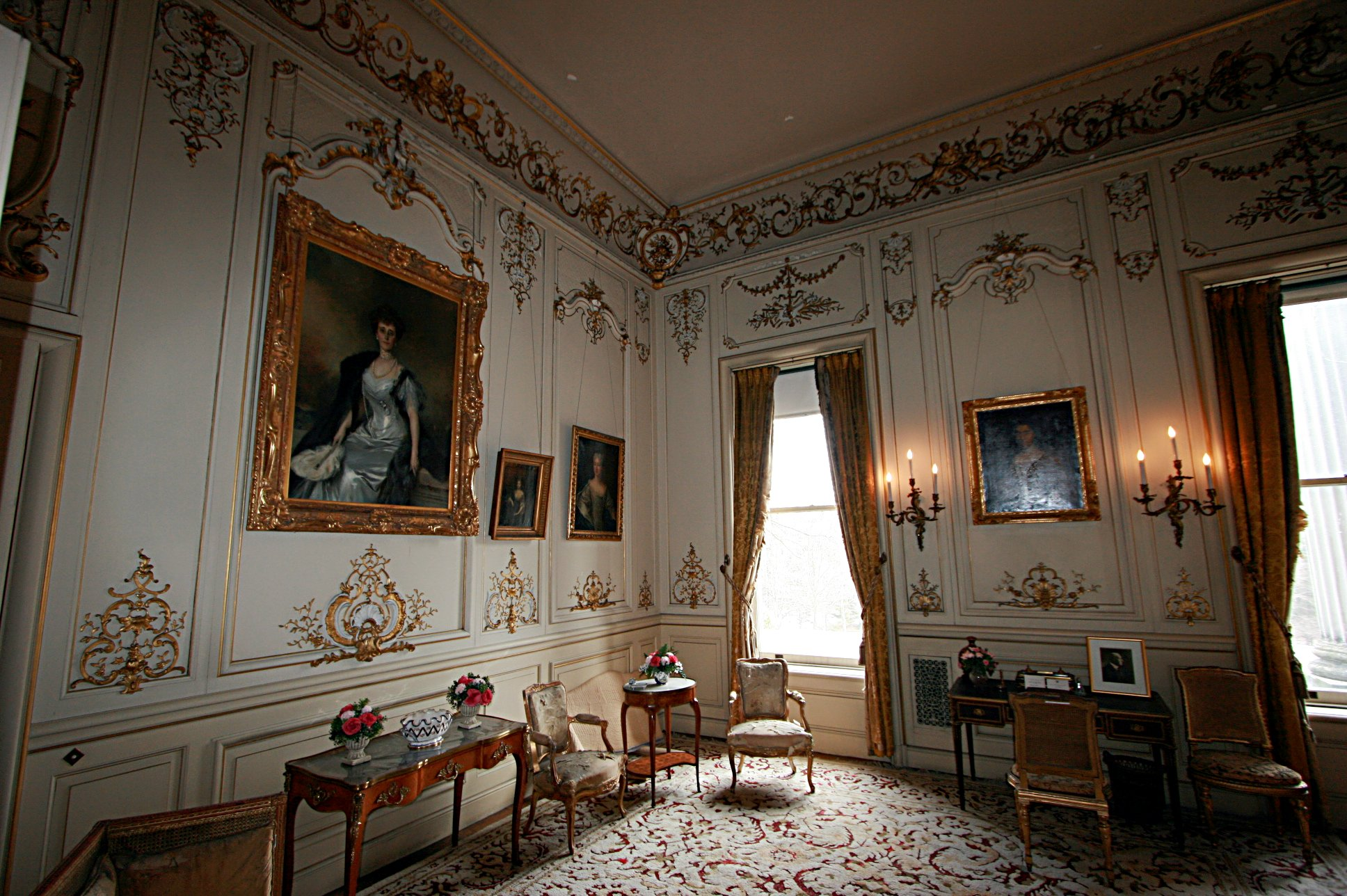
Fotografía de un boudoir en el Staatsburgh State Historic Site de Nueva York.
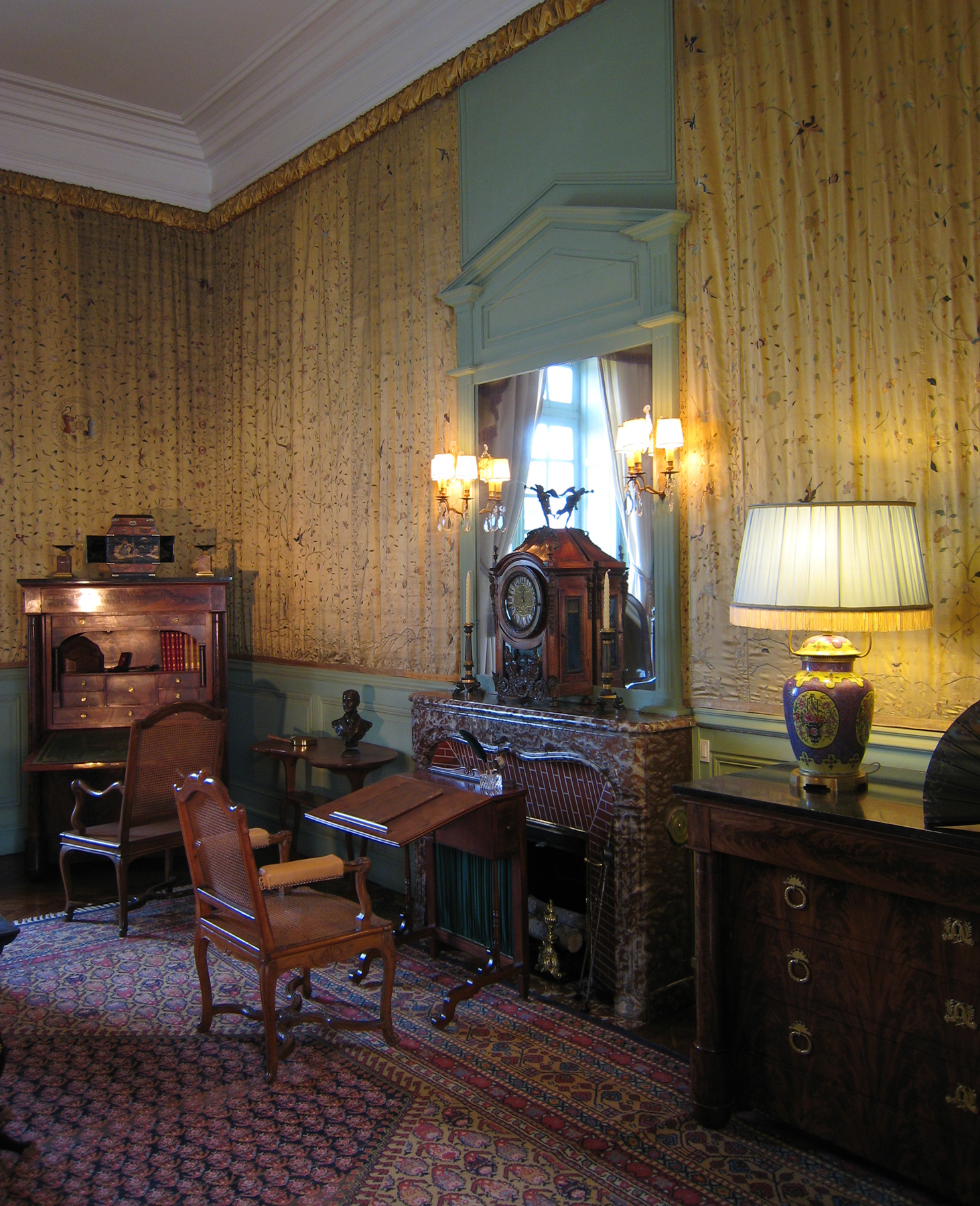
El pequeño boudoir rojo del Castillo de Cheverny, Loir-et-Cher, Francia.

## Mitología
- El boudoir de Annis la Noire

## En la literatura y la poesía
- La Philosophie dans le boudoir, Dialogues destinés à l'éducation des jeunes demoiselles, del Marqués de Sade
- Boudoir & autres, revista poética de las ediciones Ragage
- Nouvelles du Boudoir, de Ghislain Taschereau (2001)
- Le Boudoir balzacien, de Michel Delon, estudio publicado en la revista L'Année balzacienne (1998)
- La Biologie dans le boudoir, Alain Prochiantz, ediciones Odile Jacob (1995)
- Caprices de boudoir, libro de poesía de Armand Renaud (1864)

## En el teatro
- Crucifixion dans un boudoir turc, de Jean Gruault
- Philosophie dans le boudoir, adaptación del libro del Marqués de Sade, puesta en escena de Christian Le Guillochet

## En el cine
- L'Apollonide, con Alice Barnole, película de Bertrand Bonello (2011)
- La Terreur dans le boudoir, adaptado a la pantalla por Benoît Jacquot, con Serge Bramly
- Du boudoir au trottoir, película de Michel Ricaud (2001)
- La Philosophie dans le boudoir de Olivier Smolders, con Marc Chapiteau (1991)
- South of the Boudoir, con Charley Chase (1940)
- Boudoir diplomatique (en inglés The boudoir diplomat), de Marcel de Sano, con Arlette Marchal, Tania Fédor y Marcel de Garcin (1930)
- Le boudoir Japonais, con Charles Prince (1918)

## En la televisión
- Le boudoir, una emisión de la cadena de televisión 'Zik, animada por el cantante Corneille

## Las marcas
Entre las marcas y nombres de empresas:
- Boudoir de Vivienne Westwood es un perfume
- Boudoir es el nombre de un restaurante situado en el Ródano

## Decoradores deboudoir
- Jean Succharelli